# Mittelhirn

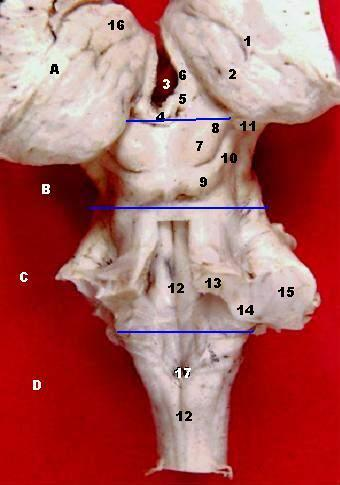
Hirnstamm mit dem Mittelhirn (B) über dem Pons (C), der gemeinsam mit der Medulla oblongata (D) das Rautenhirn bildet – Ansicht von dorsal mit Blick auf die Vierhügelplatte und die Rautengrube (nach Abtragen des Kleinhirns); oben Anteile des Thalamus des Zwischenhirns (A)

Das Mittelhirn oder Mesencephalon ist ein Teil des Hirnstamms und liegt zwischen Brücke (Pons) und Zwischenhirn (Diencephalon). Während das Mittelhirn bei Fischen und Reptilien noch übergeordnete integrative Funktionen ausübt und Sehbahn, Hörbahn und die Bahnen der Oberflächensensibilität hier enden, ist es bei Säugetieren die Verbindung zwischen Rautenhirn und Zwischenhirn und vor allem für die Koordination der Motorik zuständig, wird dabei aber durch übergeordnete Zentren weitgehend kontrolliert. Das Mittelhirn steuert die meisten Augenmuskeln und ist ein wichtiger Bestandteil des extrapyramidalen Systems.
Das Mittelhirn lässt sich grob in drei Schichten gliedern. In der vorne gelegenen Basis des Mittelhirns liegen die Großhirnschenkel (Crura cerebri), nach dorsal folgt die Mittelhirnhaube (Tegmentum mesencephali). Beide zusammen werden auch als Pedunculi cerebri („Großhirnstiele“) bezeichnet. Darauf folgt das Mittelhirndach (Tectum mesencephali oder Lamina tecti). Zwischen Tegmentum und Tectum liegt der beim erwachsenen Menschen etwa 1,5 cm lange Hirnwasserkanal des Mittelhirns (Aquaeductus mesencephali), der vom Zentralen Höhlengrau umgeben wird.

## Großhirnschenkel

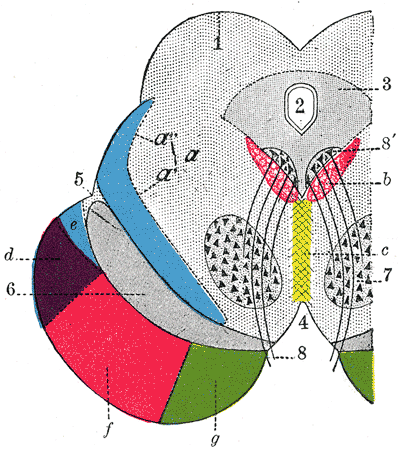
Schema eines Transversalschnitts durch das Mittelhirn in Höhe der oberen Hügel (1) des Mittelhirndachs (Tectum mesencephali) dorsal von Aquädukt (2) und Zentralem Grau (3).
Der Großhirnschenkel zwischen Fossa interpeduncularis (4) und Sulcus lateralis (5) ventral der Substantia nigra (6) führt die corticobulbären und corticospinalen (f, Pyramidenbahn) Fasern sowie daneben medial (g) und lateral (d) corticopontine Fasern langer absteigender Bahnen.
Lange aufsteigende Bahnen sind der Lemniscus medialis (a’, e) und der Lemniscus lateralis (a’), zu den Kerngebieten der Mittelhirnhaube (Tegmentum mesencephali) zählen der Nucleus ruber (7) und Ursprungskerne (8’) des Nervus oculomotorius (8).

Die beiden Großhirnschenkel (Crura cerebri, Singular Crus cerebri) machen den vorderen (ventralen) Bereich des Mittelhirns aus. Sie sind an der Hirnoberfläche je durch seichte Furchen seitlich (Sulcus lateralis mesencephali) abgrenzbar und zur Mitte hin (medial) ventral durch eine Vertiefung zwischen ihnen abgesetzt, die Fossa interpeduncularis. In einer medialen Rinne (Sulcus oculomotorius) tritt der Nervus oculomotorius an die Oberfläche. Vom Zwischenhirn her schieben sich Mamillarkörper (Corpus mamillare, bei Primaten paarig) und Hypophysenstiel zwischen die Großhirnschenkel. Kaudal grenzen die Großhirnschenkel an den Pons.
Die Großhirnschenkel enthalten den Hauptteil der von der Großhirnrinde (Cortex cerebri) u. a. durch die Capsula interna zu tieferen Regionen des zentralen Nervensystems absteigenden Bahnen. Hierbei liegen jederseits die zum Rückenmark und zu Hirnnervenkernen ziehenden Nervenfaserstränge (Fibrae corticospinales bzw. corticonucleares) zwischen den beiden Portionen der zu Brückenkernen ziehenden Fasern (Fibrae corticopontinae), die als Pars frontalis (Fibrae frontopontinae) den medialen Teil und als Pars occipitotemporalis (Fibrae occipito- und parietotemporopontinae) den lateralen Teil eines Crus cerebri bilden.
Wegen dieser Anordnung der langen absteigenden Bahnen sind sowohl bei lateralen wie bei medialen Schädigungen der Großhirnschenkel oft zunächst die kortikopontinen – zu den Brückenkernen absteigenden und dort meist umgeschalteten – Faserbündel betroffen, was sich als funktionelle Störung des Kleinhirns (Cerebellum) zeigen kann. Erst bei fortschreitendem Prozess kommt es von medial her zu Beeinträchtigungen somatomotorischer Hirnnerven und dann der Pyramidenbahn, von lateral her in umgekehrter Abfolge.
Ein Großhirnschenkel bildet jederseits die ventrale Basis eines Hirnstiels (Pedunculus cerebri), in dem noch weitere Faserzüge ab- und aufsteigen und die Mittelhirnhaube durchziehen. Die Ausdrücke Crura cerebri und Pedunculi cerebri werden in älterer Literatur von einigen Autoren gelegentlich synonym verwendet.

## Mittelhirnhaube
Die Haube (Tegmentum) des Mittelhirns ist der große Bereich zwischen dem dorsal liegenden Mittelhirndach (Tectum) und der Abgrenzung beider Großhirnschenkel ventral. Im Tegmentum mesencephali liegen verschiedene Strukturen sowohl von Grauer als auch von Weißer Substanz.

Schema eines Mittelhirnschnittes mit Strukturen der Mittelhirnhaube zwischen Großhirnschenkeln und Mittelhirndach (obere Hügel)

Zu den Großhirnschenkeln beidseits abgrenzend liegt die durch pigmenthaltige Neuronen dunkle Substantia nigra, ein für die Bewegungssteuerung bedeutsames Kerngebiet, verbunden mit subkortikalen Kernen der Motorik von Endhirn und Zwischenhirn (siehe Basalganglien und Parkinson-Krankheit). Sie wird ebenso wie der größte Kern in der Mitte der Haube, der rötliche Nucleus ruber, funktionell dem extrapyramidal-motorischen System zugeordnet. Die Mittelhirnhaube enthält daneben die Ursprungskerne der Hirnnerven III und IV für innere und äußere Augenmuskulatur: Nucleus nervi oculomotorii und Nucleus accessorius nervi oculomotorii (Edinger-Westphal-Kern) sowie Nucleus nervi trochlearis (nahe den unteren Hügeln). Der Nucleus mesencephalicus nervi trigemini ist ein dem V. Hirnnerven zugehöriges Kerngebiet afferenter Neuronen, ähnlich einem Spinalganglion. Weitere Kerne des Tegmentums liegen nahe der Raphe und in der mesenzephalen Formatio reticularis. Das zentrale oder periaquäduktale Grau (Substantia grisea centralis) umgibt den Aquädukt (Aquaeductus mesencephali) genannten Teil des Ventrikelsystems im Mittelhirn. Die Area tegmentalis ventralis ist Teil des mesolimbischen Systems.
Zur Weißen Substanz im Tegmentum gehören insbesondere verschiedene aufsteigende Bahnen, die das Mittelhirn durchziehen. Im sogenannten Trigonum lemnisci liegen Lemniscus medialis, trigeminalis und lateralis beieinander und der Tractus spinothalamicus lateralis nahe unter der Hirnoberfläche. Ventral des Aquädukts verlaufen in Nähe des zentralen Höhlengraus mediales Längsbündel (MLF, Fasciculus longitudinalis medialis), dorsales Längsbündel (Fasciculus longitudinalis dorsalis) und die zentrale Haubenbahn (Tractus tegmentalis centralis). Weitere Bahnen in der Haube gehen von Strukturen des Mittelhirns aus (z. B. Tractus rubrospinalis, Tractus tectospinalis) und kreuzen oder enden hier.

## Mittelhirndach

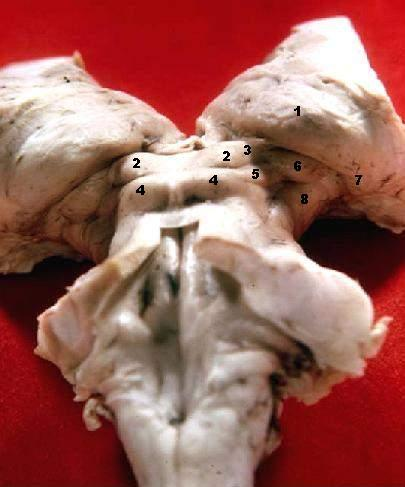
Vierhügelplatte (Lamina tecti) mit den oberen (2) und den unteren (4) Hügeln

Das Mittelhirndach (Tectum mesencephali) ist der dorsale Teil des Mittelhirns. Es besteht aus einer dünnen Platte, die als Vierhügelplatte (Lamina quadrigemina oder Lamina tecti) bezeichnet wird. Die beiden mundwärts gelegenen Hügel (Colliculi rostrales) werden beim Menschen auch als obere Hügel (Colliculi superiores) bezeichnet. Dazu analog werden die beiden mundfernen Hügel (Colliculi caudales) beim Menschen als untere Hügel (Colliculi inferiores) bezeichnet. Zusammen werden die als Hügel bezeichneten rundlichen Erhebungen auch als Vierhügel oder Corpora quadrigemina bezeichnet. In der Tieranatomie spricht man aufgrund der nicht aufrechten Körperhaltung stattdessen von vorderen bzw. hinteren Hügeln. Die Colliculi superiores (genannt auch Colliculi optici und Sehhügel) sind wichtig für die optischen Reflexe, die Colliculi inferiores sind Umschaltstation der Hörbahn. Mundwärts (rostral) der Vierhügelplatte liegt die Area pretectalis.
Bei Vögeln sind nur die vorderen Hügel ausgebildet und sehr stark entwickelt. Hier liegt das primäre Sehzentrum der Vögel, es wird auch als Tectum opticum bezeichnet. Bei Fischen und Amphibien übernimmt das Mittelhirn noch weitgehend die Funktion des Endhirns der Säuger.

## Kerngebiete und Bahnen im Mittelhirn

Lage des Mittelhirns (rot) im Gehirn und im Schädel

Folgende wichtige Kerngebiete liegen im Mittelhirn:
- Nucleus nervi oculomotorii
- Nucleus nervi trochlearis
- Nucleus accessorius nervi oculomotorii (Edinger-Westphal-Kern)
- Nucleus mesencephalicus nervi trigemini
- Nucleus ruber
- Substantia nigra
- Formatio reticularis
- Nucleus raphae dorsalis

Wichtige Leitungsbahnen des Mittelhirns sind:
- Tractus tectospinalis und tectobulbaris
- Tractus tegmentalis centralis
- Tractus rubrospinalis, Fibrae rubrocerebellares und rubrobulbares

- Tractus corticospinalis (Pyramidales System)
- Tractus corticobulbaris und Fibrae corticopontinae

- Fasciculus longitudinalis medialis und dorsalis
- Tractus spinothalamicus lateralis und ventralis
- Tractus trigeminothalamicus dorsalis
- Lemniscus medialis (Lemniskales System)
- Lemniscus trigeminalis und Lemniscus lateralis